# 阿多克 (北达科他州)
阿多克（英語：Ardoch），是美国北达科他州下属的一座城市。根据2010年美国人口普查，该市有人口67人。